# Schizaster edwardsi
Schizaster edwardsi is een zee-egel uit de familie Schizasteridae.
De wetenschappelijke naam van de soort werd in 1889 gepubliceerd door Gustave Cotteau.